# Primulina tribracteata
Primulina tribracteata là một loài thực vật có hoa trong họ Tai voi (Gesneriaceae). Loài này có ở Quảng Tây (Trung Quốc); được W.T.Wang mô tả khoa học đầu tiên năm 1981 dưới danh pháp Chirita tribracteata. Năm 2011, Mich.Möller & A.Weber chuyển nó sang chi Primulina.

## Phân loài, thứ
- Primulina tribracteata var. zhuana (Z. Yu Li, Q. Xing & Yuan B. Li) Mich. Möller & A. Weber, 2011 ≡ Chirita tribracteata var. zhuana Z. Yu Li, Q. Xing & Yuan B. Li, 2006.